# Betton
Betton är en kommun i departementet Ille-et-Vilaine i regionen Bretagne i nordvästra Frankrike. Kommunen ligger i kantonen Betton som tillhör arrondissementet Rennes. År 2022 hade Betton 12 775 invånare.

## Befolkningsutveckling
Antalet invånare i kommunen Betton
Referens:INSEE